# Сивёлов, Иосиф Тимофеевич
Иосиф Тимофеевич Сивёлов (укр. Йосип Тимофійович Сівйолов; 17 июля 1929 год, Красилов — 28 марта 2009 год, Каменец-Подольский, Украина) — передовик производства,
аппаратчик Каменец-Подольского сахарного завода Министерства пищевой промышленности СССР, Хмельницкая область, Украинская ССР. Герой Социалистического Труда (1971).

## Биография
Родился 17 июля 1929 года в рабочей семье в городе Красилов. В 1944 году в возрасте 15 лет начал трудовую деятельность на Красиловском сахарном заводе. Окончил среднюю школу без отрыва от производства. В 1961 году по путёвке треста был переведён на должность токаря нового Каменец-Подольского сахарного завода, где проработал до 1996 года. За достаточно короткий срок работы ему было присвоен 7-й разряд токаря.
Личные производственные обязательства постоянно выполнял на 150—170 %. Досрочно выполнил личные социалистические обязательства и плановые производственные задания Восьмой пятилетки (1965—1970). Указом Президиума Верховного Совета СССР от 26 апреля 1971 года «за выдающиеся успехи, достигнутые в выполнении заданий пятилетнего плана по развитию пищевой промышленности» удостоена звания Героя Социалистического Труда с вручением ордена Ленина и золотой медали Серп и Молот.
В составе делегации от Хмельницкой области неоднократно представлял производственные коллективы в Болгарии, в 1973 году побывал в служебных командировках в Индии и Непале.
Избирался депутатом районного совета, неоднократно был членом райкома и обкома КПУ, возглавлял заводскую группу народного контроля.
После выхода на пенсию проживал в Каменец-Подольском, где скончался в 2009 году.

## Награды
- Герой Социалистического Труда
- орден Ленина
- Орден Трудового Красного Знамени — дважды